# Obstetrică și ginecologie
Obstetrică - ginecologie reprezintă o specialitate medicală care se ocupă cu studiul morfo-fiziopatologiei organelor genitale feminine ca parte a întregului organism, al proceselor biologice legate de reproducere și tratamentul stărilor patologice din sfera genitală.

## Istoric

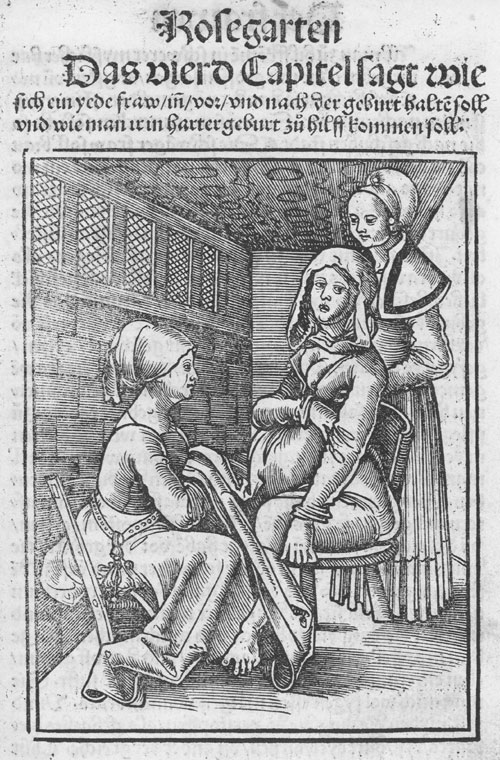
Ilustrație din anul 1513 care prezintă o femeie ce naște pe un scaun special conceput în acest sens

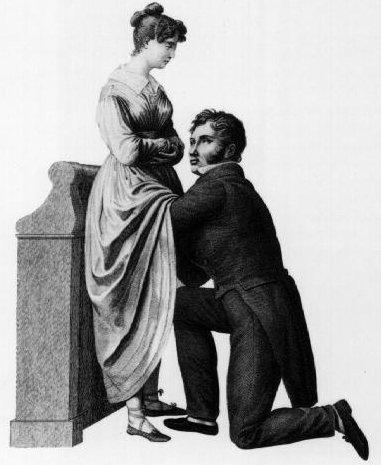
Medic examinând abdomenul unei femei (1822)

Papirusul ginecologic Kahun (datat la circa 1800 BCE) este cel mai vechi text medical de acest fel, care conținea informații despre problemele fiziologice cu care se confruntau femeile. Textul este împărțit în 34 de secțiuni, fiecare secțiune tratând câte o problemă specifică și conținând diagnostice și tratamente, însă prognosticul nu era sugerat. Tratamentele erau nechirurgicale, cuprinzând doar medicamente.
În Grecia antică era celebru Soranus din Efes, care practica la Alexandria și Roma. A scris un tratat de ginecologie, Gynaikeia.

## Obstetrică
Obstetrica (din latina obstetrix, -icis = moașă, de la ob = în fața + stare = a sta) este o subramură a specialității obstetrică-ginecologie care se ocupă cu studiul și asistența medicală specializată a femeii pe perioada sarcinii, nașterii și lăuziei (perioada de 6 săptămâni după naștere). Specialistul în obstetrică este numit obstetrician. 